# 미 군정기의 행정 구역
미 군정기 행정구역 개편(美軍政期行政區域改編)은 미군정청 당시 38도선 이남지대의 행정구역을 개편한 것이다.

## 행정 구역 개편
- 1945년 9월 16일 강원도의 38선 이남으로 일부만 남은 군(화천군, 양구군, 인제군, 양양군)을 폐지
- 1945년 11월 4일 군정법령 제22호 시도직제 (1945년 11월 3일) 경기도 연천군, 황해도 장연군 및 벽성군을 폐지하여 연천군의 일부를 파주군 및 양주군에, 벽성군의 일부(연평도 등)를 옹진군 및 연백군에, 장연군의 일부(백령도, 대청도, 소청도)를 옹진군에 편입
- 1946년 6월 1일 군정법령 제84호 지방행정의변경 (1946년 5월 23일) 청주군 청주읍을 청주부로, 춘천군 춘천읍을 춘천부로 승격하고, 청주군을 청원군으로, 춘천군을 춘성군으로 개칭
- 1946년 8월 1일 군정법령 제94호 제주도의설치 (1946년 7월 2일) 전라남도 제주도(島)를 제주도(道)로 분리, 북제주군과 남제주군을 설치

| 이전 일제 강점기의 행정 구역 | 미 군정기의 행정 구역 1945년 ~ 1948년 | 다음 대한민국의 행정 구역 |